# Pomnik Elizy Orzeszkowej w Warszawie (Śródmieście)
Pomnik Elizy Orzeszkowej – monument znajdujący się w parku Na Książęcem w Warszawie.

## Opis
Pomnik został odsłonięty w styczniu 1958 nad stawem, w pobliżu ul. Książęcej. Autorem wykonanego w piaskowcu popiersia pisarki jest Romuald Zerych. Jest to kopia jego wcześniejszej pracy – granitowego pomnika Elizy Orzeszkowej odsłoniętego w 1929 w Grodnie.
Pomnik został wykonany na zamówienie Prezydium Rady Narodowej m.st. Warszawy. Jest jednym z dwóch pomników pisarki w Warszawie (drugi znajduje się w parku Praskim).